# ورزاب
ورزاب (Варзоб) هي مدينة في مقاطعة كاروتيغين في طاجيكستان. ويبلغ عدد سكانها حوالي 2,444 نسمة.